# Friendly Enemies
Friendly Enemies is een Amerikaanse dramafilm uit 1942 onder regie van Allan Dwan.

## Verhaal
Twee Duitse vrienden zijn geëmigreerd naar de Verenigde Staten en intussen allebei miljonair geworden. Tijdens de Eerste Wereldoorlog steunt een van hen Verenigde Staten in hun strijd tegen de Duitsers, terwijl de ander de kant kiest van zijn oude vaderland. Daardoor veroorzaakt hij een tragedie voor zijn oude vriend.

## Rolverdeling
| Acteur            | Personage           |
| ----------------- | ------------------- |
| Charles Winninger | Karl Pfeiffer       |
| Charles Ruggles   | Heinrich Block      |
| James Craig       | Bill Pfeiffer       |
| Nancy Kelly       | June Block          |
| Otto Kruger       | Anton Miller        |
| Ilka Grüning      | Mevrouw Pfeiffer    |
| Greta Meyer       | Gretchen            |
| Addison Richards  | Inspecteur McCarthy |
| Charles Lane      | Braun               |
| John Piffle       | Schnitzler          |
| Ruth Holley       | Nora                |
| Dick Wessel       | Bezorger            |